# 澄阳街道
澄阳街道是中华人民共和国江苏省苏州市相城区下辖的一个街道办事处。
2016年10月9日，苏州市人民政府批复同意调整太平街道办事处管理区域，以徐庄、泰元、南亚、西子花园、登云等5社区居委会区域，设立澄阳街道办事处。

## 行政区划
澄阳街道下辖以下村级行政区划单位：
徐庄社区、泰元社区、登云社区、灵前社区、南亚花园社区和西子花园社区。